# Kwantowe wyżarzanie
Kwantowe wyżarzanie – heurystyczna metoda optymalizacji rozwiązująca tę samą klasę problemów co symulowane wyżarzanie. Jej zaletą jest to, że można do niej użyć fizycznych układów kwantowych (w pewnym sensie są to dość ograniczone komputery kwantowe). Dzięki temu rozwiązanie powinno się teoretycznie uzyskać o wiele szybciej (asymptotyczny wzrost prędkości). W praktyce, aktualne rozwiązania techniczne są zbyt wolne.